# 努尔·拉瓦比德
努尔·拉瓦比德（阿拉伯语：نُور الدِّيْن مَحمُود عَلِيّ الرَّوَّابدَة，1997年2月24日—），是一名约旦足球运动员，司职中场。现效力马来西亚超级足球联赛球队雪兰莪，也代表约旦国家足球队。

## 荣誉
安曼半岛
- 約旦足總盃冠军：2017–18

阿爾慕哈瑞克
- 亞洲足協盃冠军：2021
- 巴林足總盃冠军：2021